# تاریخ معما
تاریخ معما (به انگلیسی: Mystery Date) فیلمی محصول سال ۱۹۹۱ و به کارگردانی جاناتان واکس است. در این فیلم بازیگرانی همچون ایثن هاک، تری پولو، برایان مک‌نامارا، فیشر استیونس، بی‌دی ونگ، آنتونی روساتو، دان اس. دیویس، جیمز هنگ، ویکتور وانگ، پینگ وو و پیتر ویلیامز ایفای نقش کرده‌اند.